# Fiat 519
La Fiat 519 est une automobile de très haut de gamme fabriquée par le constructeur italien Fiat entre 1922 et 1927.
Si l'on excepte la Fiat 520 Super Fiat, c'est la Fiat 519 qui occupa le sommet de la gamme Fiat de l'entre-deux-guerres.
Construite sur un tout nouveau châssis long et équipée d'un nouveau moteur 6 cylindres en ligne de 4 766 cm³ développant 77 ch, elle bénéficia, en première mondiale, de quatre freins assistés hydrauliquement.
Une seconde série, la Fiat 519B a vu le jour en 1925 et bénéficia d'une amélioration des suspensions.
Une version Torpedo S a été produite entre 1922 et 1924, sa vitesse dépassait les 126 km/h.
Plus de 2 400 exemplaires furent construits.

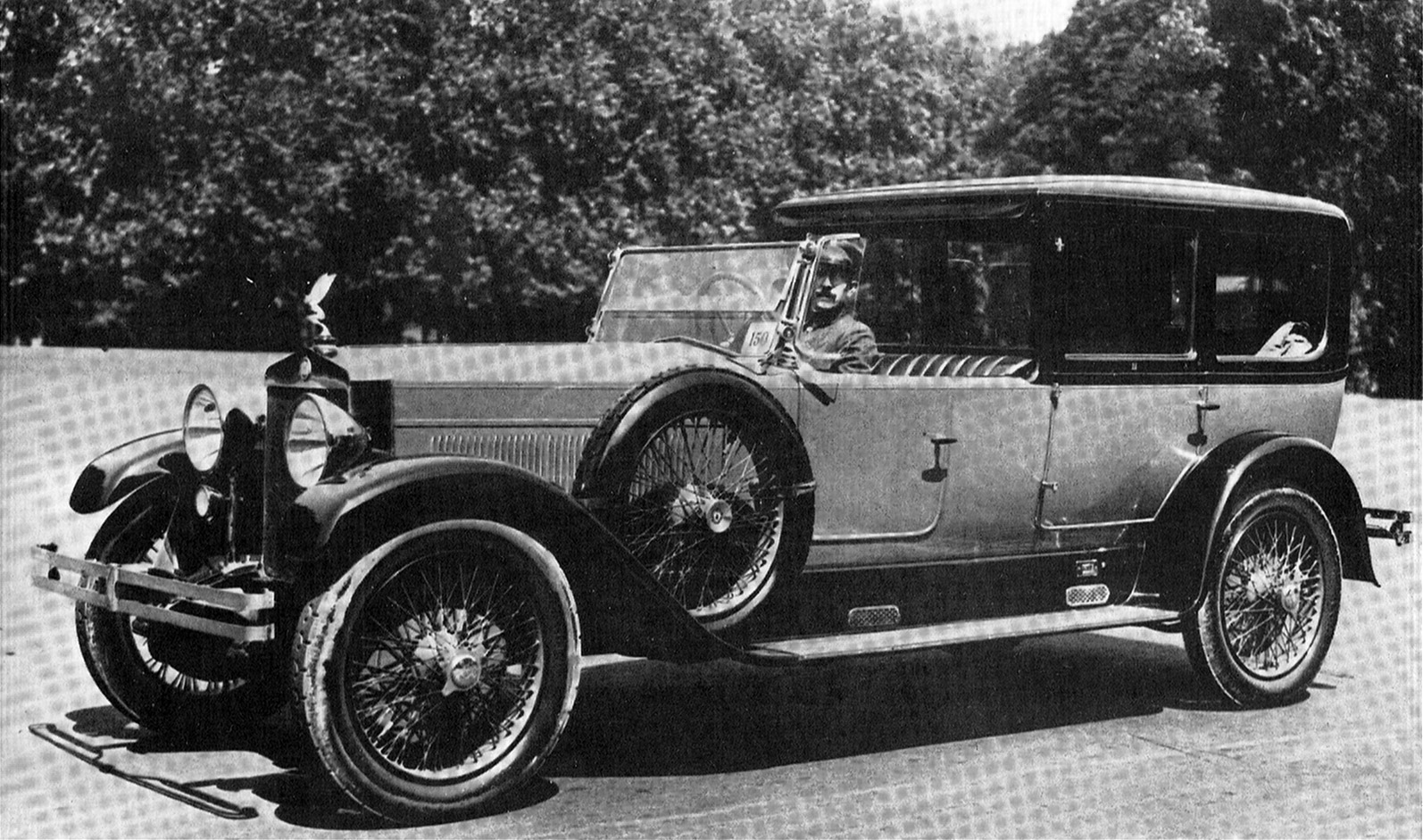
Fiat 519 Coupé de ville